# Sim Noordhof
Sim Noordhof (Hoogezand, 15 augustus 1947 – aldaar, 1 maart 2025) was een Nederlands dirigent, vooral bekend in provincie Groningen.
Zijn echtgenote sinds 1965 Marietje/Marry was zijn muze; het echtpaar had twee dochters. Ten tijde van zijn overlijden was hij overgrootvader. Gedurende zijn leven beoefende Noordhof allerlei beroepen, zo was hij in de jaren tachtig hoofdredacteur bij De Tribune, een sportkrant in provincie Groningen.
Noordhof speelde van jongs af aan trompet; een operatie in/aan de mond zorgde voor een vroegtijdig eind van die loopbaan. Noordhof wendde zich tot het dirigeren onder inspiratie van de plaatselijke dirigent (en muziekleraar Gerrit Willem Verver in Hoogezand. Daar waar Verver voor een orkest stond werd Noordhof koordirigent en niet alleen binnen de klassieke muziek. In 1974 stond hij voor The Religion Singers uit Hoogezand (gospel), Gereformeerd kinderkoor (Zuidlaren, kerkzang), Sound of Salvation (Zuidlaren), The Young Glory Singers (Uithuizen), The Singing Messengers (Zuidwolde) en Jong Laudate Dominus (Zuidwolde. Dit alles op amateurbasis. Hij was toen overigens werkzaam als vertegenwoordiger. Hij leidde diverse koren door plaatopnamen heen en stond ook wel te dirigeren in programma’s van de Evangelische Omroep (EO) en RONO (Regionale Omroep Noord Oost) 
Zijn start vond volgens het Dagblad van het Noorden bij een kinderkoor in Kollum en eindigde bij het shantykoor Opwierde. Tussendoor richtte hij nog een piratenkoor op.
Noordhof was een voorstander van via bladmuziek leren, maar zonder bladmuziek uitvoeren. Dat zou volgens hem de bezieling van het zingen ten goede komen. Alhoewel hij daarin niet de enige was, bleef hij daardoor wel een buitenbeentje, omschreven als eigenwijs.
Als aanvulling op het dirigeren schreef Noordhof ook wel liedjes en zong ze zelf ook nog. Zo was hij een van de eerste die in zijn tekst melding maakte van de aardbevingen in Groningen, maar schreef net zo makkelijk over de teloorgang van SC Veendam en de teloorgang van hun stadion Sportpark De Langeleegte.
Door een achteruitlopende gezondheid werd het dirigeren in 2021 hem te veel. Zijn “claim to fame” was dertig uur achter elkaar dirigeren (1993). In 1987 was hij al opgenomen in het Guinness Book of Records vanwege twaalf uur achtereen dirigeren; in 1989 wist hij het aantal uur te verdubbelen. Ook wist hij bekendheid te vergaren door zijn vertaling van het lied The Rose van Amanda McBroom bekend geworden via Bette Midler voor de Groninger zanger Wia Buze. 
Hij overleed op 77-jarige leeftijd in een zorgcentrum te Hoogezand. Hij werd in besloten kring gecremeerd.